# Comuna de Oborniki
Oborniki (polaco: Gmina Oborniki) é uma gminy (comuna) na Polónia, na voivodia de Grande Polónia e no condado de Obornicki. A sede do condado é a cidade de Oborniki.
De acordo com os censos de 2004, a comuna tem 31 332 habitantes, com uma densidade 92,1 hab/km².

## Área
Estende-se por uma área de 340,16 km², incluindo:
- área agricola: 52%
- área florestal: 38%

## Demografia
Dados de 30 de Junho 2004:
|                      | Total   | Total | Mulheres | Mulheres | Homens  | Homens |
| -------------------- | ------- | ----- | -------- | -------- | ------- | ------ |
|                      | pessoas | %     | pessoas  | %        | pessoas | %      |
| População            | 31 332  | 100   | 15 937   | 50,9     | 15 395  | 49,1   |
| Densidade (pop./km²) | 92,1    | 100   | 46,9     | 46,9     | 45,3    | 45,3   |

De acordo com dados de 2002, o rendimento médio per capita ascendia a 1255,65 zł.

## Subdivisões
- Bąblin, Bąblinek, Bąbliniec, Bogdanowo, Chrustowo, Dąbrówka Leśna, Gołaszyn, Gołębowo, Górka, Kiszewko, Kiszewo, Kowalewko, Kowanowo, Kowanówko, Lulin, Łukowo, Maniewo, Nieczajna, Niemieczkowo, Nowołoskoniec, Objezierze, Ocieszyn, Nowe Osowo, Pacholewo, Podlesie, Popowo, Popówko, Przeciwnica, Rożnowo, Sławienko, Słonawy, Stobnica, Sycyn, Ślepuchowo, Świerkówki, Urbanie, Uścikowiec, Uścikowo, Wargowo, Wychowaniec, Wymysłowo, Żerniki, Żukowo.

## Comunas vizinhas
- Murowana Goślina, Obrzycko, Połajewo, Rogoźno, Rokietnica, Ryczywół, Suchy Las, Szamotuły